# Hervelinghen
Hervelinghen (Nederlands: Helvetingen of Hervelingen, Helveringen of - nog ouder (11de eeuw) - Helvedingem van het Oudgermaans Helvidis + inga + heim) is een gemeente in het Franse departement Pas-de-Calais (regio Hauts-de-France) en telt 236 inwoners (2004). De plaats maakt deel uit van het arrondissement Boulogne-sur-Mer.

## Geografie
De oppervlakte van Hervelinghen bedraagt 5,9 km², de bevolkingsdichtheid is 40,0 inwoners per km².
De onderstaande kaart toont de ligging van Hervelinghen met de belangrijkste infrastructuur en aangrenzende gemeenten.

## Demografie
Onderstaande figuur toont het verloop van het inwonertal (bron: INSEE-tellingen).